# Bundesstraße 523
Die Bundesstraße 523 (Abkürzung: B 523) ist eine deutsche Bundesstraße in Baden-Württemberg und besteht aus zwei mit der B 27 verbundenen Teilstücken.

## Verlauf
Die 25,9 km lange Bundesstraße beginnt in Tuttlingen, wo sie von der Bundesstraße 14 nach Westen abzweigt. Die Straße führt an den Ortschaften Wurmlingen, Eßlingen, Talheim und Tuningen vorbei, wobei Anschluss an die Bundesautobahn 81 besteht. Kurz vor der Ortseinfahrt nach Schwenningen endet der erste Abschnitt der B 523 an der Bundesstraße 27.
Der zweite Abschnitt startet nördlich des Flugplatzes Schwenningen am Neckar als Verlängerung der L433 aus Trossingen und verläuft ebenfalls in westliche Richtung. Der kurze Abschnitt dient als nördliche Ortsumfahrung Schwenningens. Sie endet aktuell am Industrie- und Gewerbegebiet Auf Herdenen ohne Anschluss zu einer anderen Bundesstraße oder Bundesautobahn.
Im Jahr 2020 hat das Regierungspräsidium Freiburg die Planungen für den 2. Bauabschnitt – den Weiterbau der B523 Richtung Westen vom bisherigen Endpunkt beim Industrie- und Gewerbegebiet Auf Herdenen bis zur B33 bei Mönchweiler – aufgenommen. Vorausgegangen war die Höherstufung des 2. Bauabschnitts in den "Vordringlichen Bedarf" des Bundesverkehrswegeplans 2030, für die sich auf politischer Ebene die IHK Schwarzwald-Baar-Heuberg, der Regionalverband Schwarzwald-Baar-Heuberg sowie unter anderem die Stadt Villingen-Schwenningen und weitere Umlandgemeinden starkgemacht hatten. Das Projekt befindet sich – Stand Januar 2024 – im Stadium der Vorplanung.
Für den knapp 6 Kilometer langen 2. Bauabschnitt sind im Bundesverkehrswegeplan Baukosten von 25,9 Millionen Euro ausgewiesen. Der Eingriff in den Umwelt- und Naturschutz wird fachlich als "hoch" bewertet. Die geplante Trasse führt durch ein Europäisches Vogelschutzgebiet, tangiert gesetzlich geschützte Biotope und Flora-Fauna-Habitat-Gebiete, zerteilt landwirtschaftliche Nutzflächen und an drei Stellen Waldgebiete. Am Naturschutzgebiet Mönchsee bei Mönchweiler plant das Regierungspräsidium Freiburg, ein schützenswertes Biotop mit einer Brückenkonstruktion zu überqueren, deren Kosten allein mit 46 Millionen Euro auf den ersten zwei Kilometern der Trasse veranschlagt werden.
Die Planung für den 2. Bauabschnitt der B 523 ist umstritten. Im Frühjahr 2023 haben der BUND, der Landesnaturschutzverband Baden-Württemberg, der Naturschutzbund, der BLHV-Kreisverband als Vertretung der Landwirte und weitere Organisationen in einer gemeinsamen Stellungnahme das Projekt abgelehnt. Das Straßenbauvorhaben "missachtet die politischen Ziele des Klimaschutzes, der CO2-Reduzierung und des Flächensparens", heißt es in der Erklärung. 
Seit Dezember 2022 kämpft zudem eine Bürgerinitiative "Nordzubringer-nein-danke" gegen den Weiterbau der B523. Sie hat dazu unter anderem eine Online-Petition gestartet. Neben den bereits genannten Argumenten führt die Bürgerinitiative ein Gutachten der Umweltorganisation "Transport and Environment" (T&E) an, die das Nutzen-Kosten-Verhältnis des 2. Bauabschnitts deutlich schlechter bewertet als im Bundesverkehrswegeplan 2030 ausgewiesen. T&E rechnet bei den Umweltfolgeschäden für das Jahr 2030 mit den vom Umweltbundesamt empfohlenen 700 Euro pro emittierter Tonne CO2, während der Bundesverkehrsplan nur von 145 Euro ausgeht. Außerdem, so T&E, sei nicht ausreichend berücksichtigt, dass jeder neu gebaute Kilometer Straße nicht nur Verkehr verlagert, sondern auch zusätzliches Verkehrsaufkommen generiert. Während der Bundesverkehrsplan für den 2. Bauabschnitt der B523 mit einem Nutzen-Kosten-Verhältnis von 3,1 rechnet, kommt T&E auf nur 0,1. Die Kosten würden den Nutzen bei weitem übersteigen, das Projekt sei deshalb nicht wirtschaftlich. Die Bürgerinitiative forderte deshalb zuletzt, die Planungen sofort einzustellen.

## Geschichte
Die heutige Bundesstraße 523 findet sich erstmals 1966 in einem "Generalverkehrsplan Villingen", den der Verkehrsgutachter Karl-Heinz Schaechterle erstellt hatte. Der 1. Bauabschnitt von der A 81/B 27 im Osten bis zum Gewerbegebiet "Auf Herdenen" von Villingen.-Schwenningen wurde 1987 für den Verkehr freigegeben. Gegen den 2. Bauabschnitt gab es schon damals Widerstand durch eine Bürgerinitiative. Er wurde zurückgestellt und war bis 2016 nur als "weiterer Bedarf" in den Bundesverkehrswegeplänen ausgewiesen.